# 爺言
『爺言』(じいごん)は、2002年1月30日に集英社から出版された書籍。著者は、田埜哲文。イラストは、漫☆画太郎。サブタイトルは、「ジイちゃんに訊け! 」。

## 概要
「ジイちゃん」にスポットを当てた、名言集。「週刊ヤングジャンプ」に、1997年から2001年まで掲載された文章に、加筆訂正して収録。

## 内容
- 三波春夫
- 坂井三郎
- 小沢昭一
- 川内康範
- 松野頼三
- 石津謙介
- 蔦谷喜一
- 山本照
- 川上哲治
- 白井義男
- 小沢茂弘
- 前場幸治
- 柴田二郎
- 安藤昇
- 団鬼六
- 福富太郎
- 小野田寛郎
- 村山富市
- 野坂昭如

## 書籍情報
- 『爺言』（集英社、2002年1月30日）、ISBN 978-4087803426